# Fissidens barretoi
Fissidens barretoi là một loài Rêu trong họ Fissidentaceae. Loài này được Dixon & Luisier mô tả khoa học đầu tiên năm 1930.